# 安托諾夫An-140
安托諾夫 An-140 是一款使用雙渦輪螺旋槳發動機的客機區域航線客機，由烏克蘭安托諾夫設計局設計出做為An-24的接替機型，可以擴充載貨空間與與在非標準跑道起降。

## 開發過程

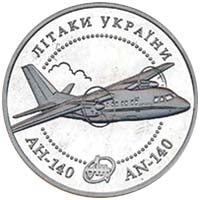
烏克蘭硬幣飛機 AN-140 (2002)

1993年，改組後的安托諾夫國營公司決定研發新的區域客機替換An-24與An-26，并于1997年9月17日完成首次試飛。52人座的An-140主要生產基地分為兩處，其中一個是位於烏克蘭東北部卡爾可夫的KHDABP航空廠，另一處是位於俄羅斯薩馬拉州首府薩馬拉市的Aviakorc航空廠，另外還有得到授權位於伊朗的IrAn-140.後段組裝廠-伊朗航空製造工業公司（Iran Aircraft Manufacturing Industrial Company，HESA），組裝廠設在哈薩克，也提供了讓哈薩克官方、烏克蘭、蘇聯（應該是指安托諾夫設計局）進行三方會談的功能。

## 衍生機型
An-140-100基本型號，多功能的載台。可做為民航機、醫療專機、空中量測繪圖、地質探測、軍方巡邏機、警政或其他指定用途。
An-140 VIP額定可以搭載約30名乘客。機身內部採用VIP級舒適的內裝，機身可區隔為2或3個區域分別是商務艙、商務艙專屬吧檯區及26個標準座位的經濟艙。
HESA IrAn-140The IrAn-140 是An-140的客製化機型，最初由安托諾夫設計局提供13架半成品組裝（Complete Knock Down）的機身並授權給伊朗航空製造工業公司（HESA）在伊朗的薩因沙赫爾組裝 截至2008年，這批飛機的用途是軍用巡邏機（機型：IrAn-140MP）和運輸機（機型：IrAn-140T），預計總數量會到達100架，其中伊朗政府取得20架做為邊境巡邏及監控用
- 2010年11月9日：在伊朗的基什航空展開幕致詞時伊朗運輸部門宣布14架IrAn-140已經建造完畢[9] 。在2011年2月19日已經有6架飛機開始提供通訊服務，並將老舊的圖波列夫 圖-154除役[10]

An-140T：
由An-140-100設計為基礎構改的輕型戰術運輸機構型，裝備有可直接供車輛或人員裝卸的尾門與坡道，貨艙尺寸長10.2公尺、寬2.27公尺、高1.89公尺，最大可搭載6噸貨物、或36名傘兵、或50位乘客、或24具擔架，5噸貨物酬載時具有1,860公里續航力。
在烏俄交惡前俄羅斯國防部在2013年原預定採購An-140T／S運輸機，在2017年起取代尚有300架服役的An-24／26機隊。但是在俄烏交惡後，2014年俄羅斯軍工集團表示出於國家關係惡化，俄羅斯放棄An-140T／S計畫，並由伊留申Il-112運輸機研發方案取代。

## 使用的國家
至2018年時，共有25架An-140在民航、軍隊及警政單位服務中

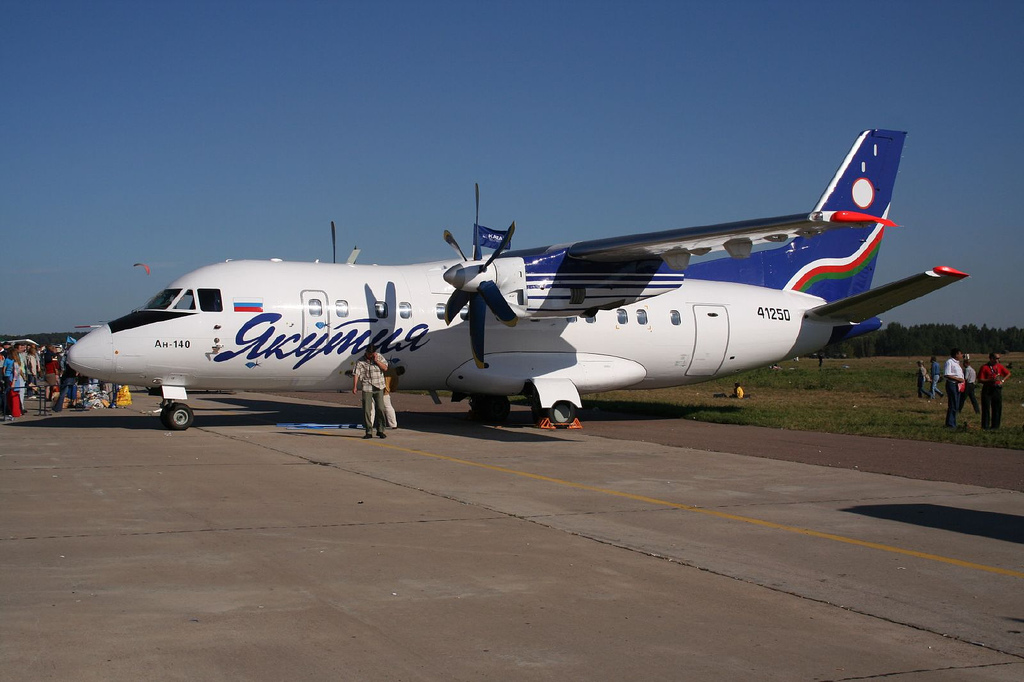
雅庫特航空所屬的Antonov An-140，攝於2005年

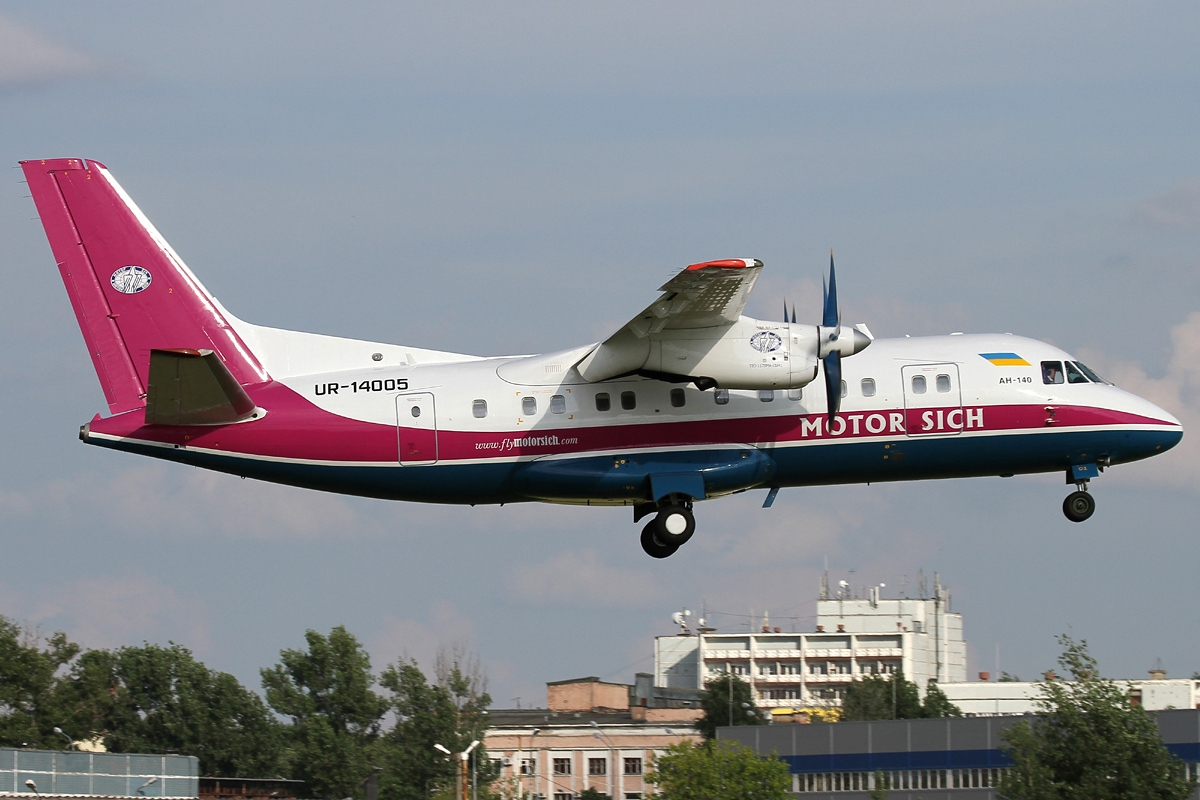
摩托斯奇航空所屬Antonov An-140，攝於2008年

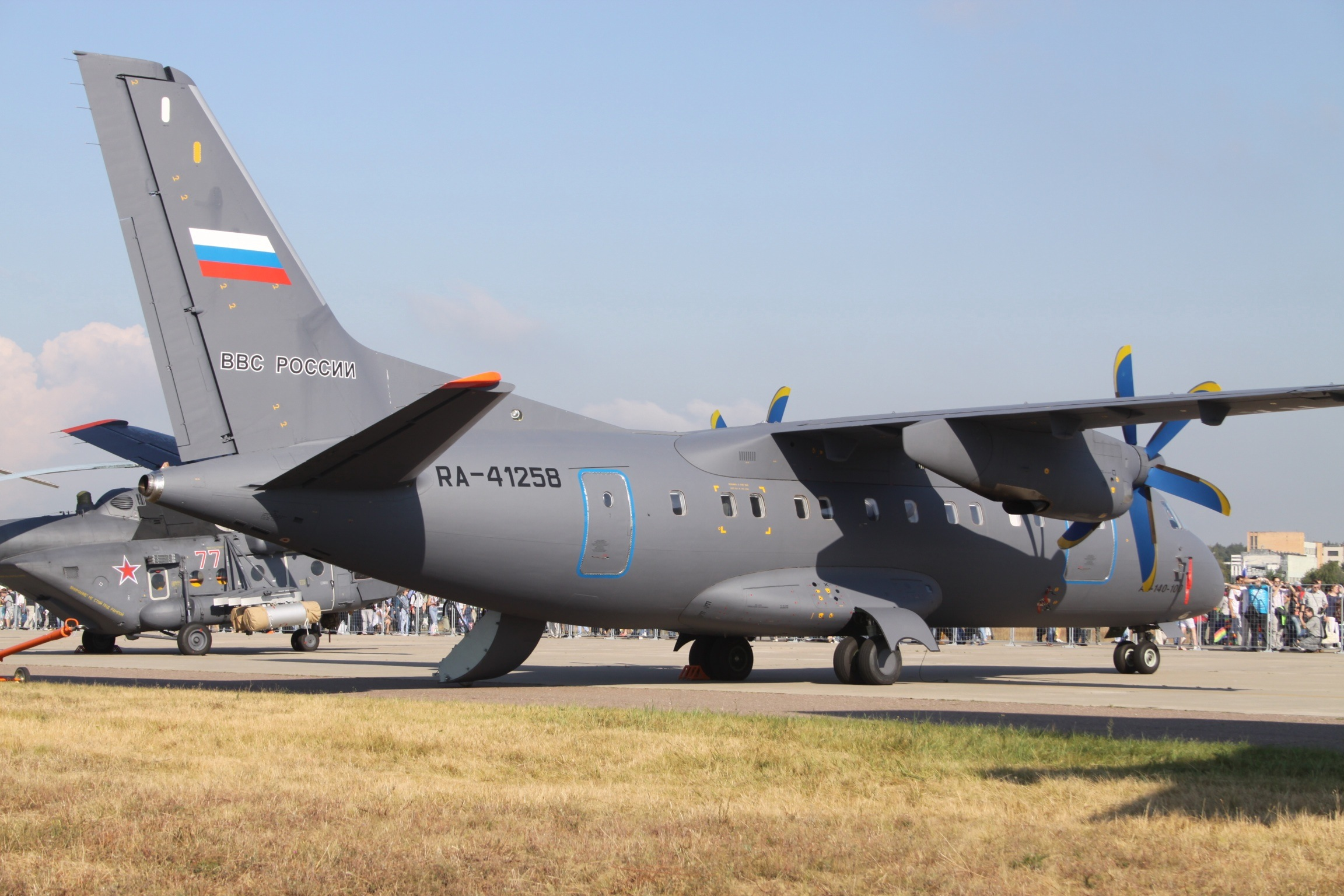
俄羅斯空軍的Antonov An-140-100，攝於2012年

| 國家   | 使用單位                                    | 現有數量 | 訂購數量 | 備註                   |
| ------ | ------------------------------------------- | -------- | -------- | ---------------------- |
| 烏克蘭 | 安托諾夫航空                                | 3        | 0        |                        |
| 烏克蘭 | Ilyich-Avia                                 | 2        | 0        |                        |
| 烏克蘭 | 马达西奇公司                                | 1        | 0        | 採購3架，1架營業中     |
| 俄羅斯 | 雅庫特航空                                  | 0        | 4        | 操作時間2010年－2015年 |
| 俄羅斯 | 俄羅斯空軍                                  | 10       | 14       |                        |
| 伊朗   | 伊朗空軍                                    | 5        | 0        |                        |
| 伊朗   | 伊朗空中警察                                | 3        | 0        |                        |
| 伊朗   | 塞伯漢航空公司（伊朗飛機製造工業公司 HESA） | 5        | 0        |                        |
|        | 總計                                        | 25       | 18       |                        |

## 意外與事故
- 2002年12月23日：烏克蘭籍的雲霧哈爾科夫航空（Aeromist Kharkiv）2137航班（英语：2002 Iran Antonov An-140 crash）（航空器註冊編號：UR-14003，機型：An-140），由土耳其土耳其特拉布宗機場（英语：Trabzon Airport）起飛，準備於伊朗伊斯法罕降落時撞擊山腰墜毀。機上共有6名機組員及44名乘客，無人生還。其中有多位烏克蘭籍官員、頂尖民航設計師與工程師組團準備要參加HESA公司組裝的首架IrAn-140完工下線典禮[12]。事故原因是機師在地形迴避雷達（Controlled Flight Into Terrain）輸入了不正確的衛星導航資料[13]。

- 2005年8月12日：伊朗籍的薩菲朗航空（Safiran Airlines）一架HESA製IrAn-140（航空器註冊編號：EP-SFD）由梅赫拉巴德國際機場飛往霍拉馬巴德機場的國內航班，因為發動機故障轉降阿拉克機場（英语：Arak Airport）在降落時滑出跑道導致機體毀損，機上共有8名機組員及19名乘客，無人傷亡[14]。事故主因是發動機的油門控制元件（Fuel control unit（英语：Fuel Control Unit））故障。 航機直到2010年才由HESA公司修復，並且做為新零件的測試平台，直到阿拉克事件後薩菲朗航空將旗下的2架飛機交付給HESA公司。後來這2架飛機移轉給了伊朗空中警察使用。

- 2005年12月23日：亞塞拜然航空（Azerbaijan Airlines）217航班（航空器註冊編號：4K-AZ48，機型：IrAn-140-100），由亞塞拜然蓋達爾·阿利耶夫國際機場飛往哈薩克的阿克套機場不幸在裏海墜毀，機上共有5名機組員及18名乘客，無人生還[15][16][17]。調查發現事故主因是機上的陀螺儀並未提供正確的航向及姿態訊息給機師，導致墜機[18]。

- 2008年9月6日：烏克蘭籍的南部航空（South Airlines）YG80航班（航空器註冊編號：UR-14004）執行由伊瓦諾的伊萬諾-弗蘭科夫斯克機場出發往鮑里斯波爾機場國內航班，機上有4名機組員及12名乘客[19]。在降落前機師發現前起落架故障無法正常伸縮，通報機場後隨即被引導到已噴灑泡沫的跑道降落，航機平安降落無人傷亡。航機經3週檢修後重新投入營運。

- 2009年2月15日：一架HESA所有的IrAn-140-100測試機（航空器註冊編號：HESA 90-04），在伊斯法罕省的薩因沙赫爾市執行訓練飛行時墜毀，機上4名機組員遇難[20]。

- 2014年8月10日：伊朗籍塞伯漢航空（Sepahan Airlines）5915航班（國籍及登記號碼：EP-EPA，機型：IrAn-140-100），原訂由德黑蘭梅赫拉巴德國際機場飛往塔巴斯機場但起飛後隨即墜毀，機上共有8名機組員及40名乘客，9名乘客生還，其餘人員遇難[21][22]。機場方面表示，在起飛離地前飛機的右側二號發動機（發動機為2008年出廠的Klimov TV3-117VMA-SBM1發動機）出現故障[23]，飛行員雖然極力控制飛機並嘗試返回機場，但是無法保持飛行高度最後墜毀在機場西面的住宅區。

## 技術規格

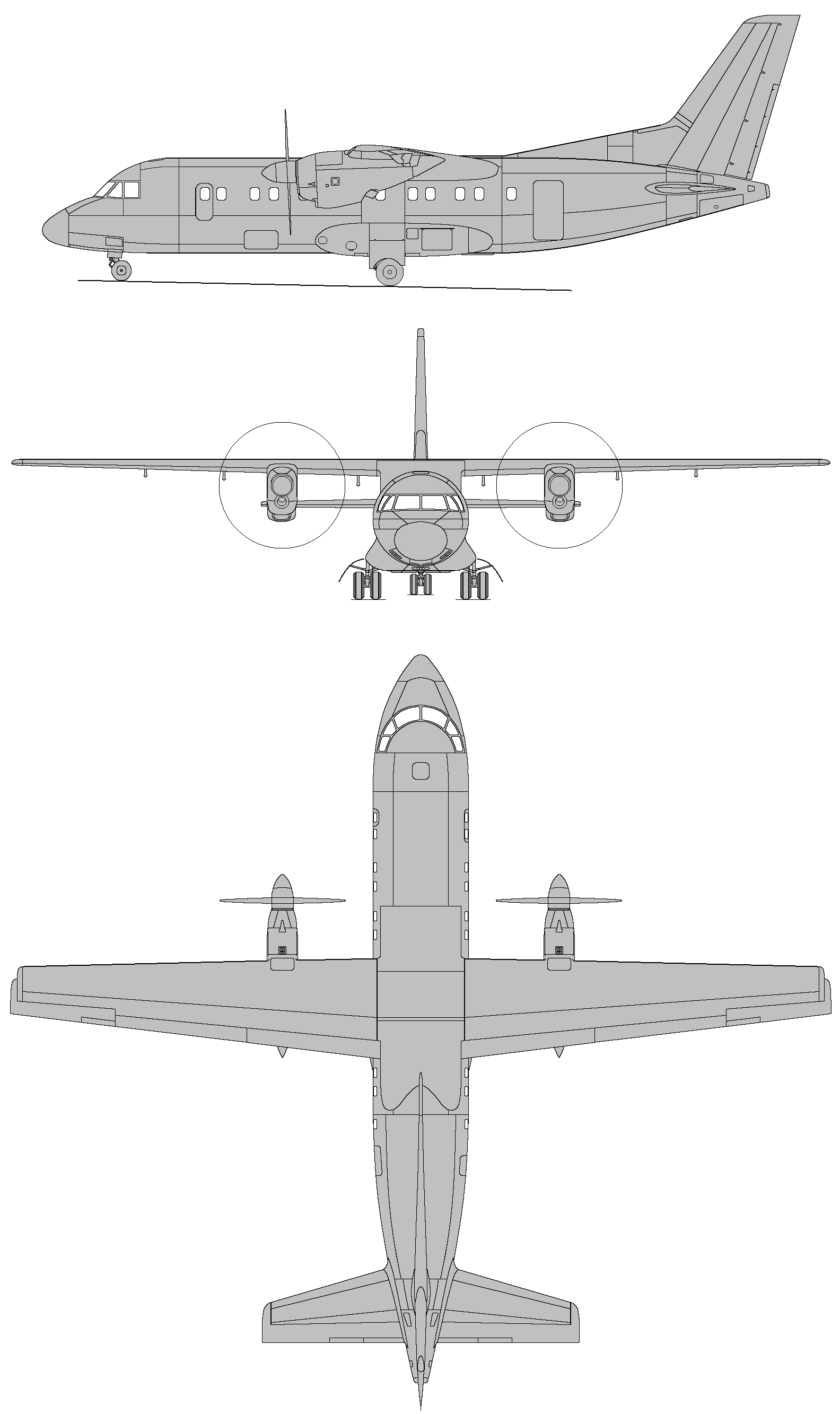

以下列出的規格為 An-140
参考资料：www.antonov.com
基本信息
- 机组：2員
- 容量：52人 / 最大有效负载 6,000（13,228磅）
- 燃料容量：4,370（9,634磅）
- 螺旋桨：6桨叶Aerosila SV-14

性能
- 功重比：0.19194 千瓦/千克（0.11675 马力/磅）
- 起飞平衡场长: 1,350米（4,429英尺）

航電

Buran weather radar

## 相似機型
- ATR 42
- 德哈维兰加拿大DHC-8
- 伊爾-114
- 福克50
- BAe ATP
- 薩博2000
- 新舟60
- 新舟600

## 外部連結
- Antonov Design Bureau official website
- AN-140 at KSAMC
- Iran-140 Characteristics